# Ramón Rodríguez Bosmediano
Ramón Rodríguez Bosmediano (Ceuta, c. 1895-Barcelona, 1939) va ser un militar espanyol.

## Biografia
Nascut en Ceuta, era militar professional i pertanyia a l'arma d'infanteria. El juliol del 1936, al començament de la Guerra civil, ostentava el rang de capità i es trobava destinat en la Caixa de Recluta n.° 28 de Lleida. Es va mantenir fidel a la República, integrant-se posteriorment en l'estructura de l'Exèrcit Popular de la República. Durant la contesa va exercir com a cap d'Estat Major de la 25a Brigada Mixta i de les divisions 26a i 28a, així com comandant de la 133a Brigada Mixta.
Capturat pels franquistes, va ser executat a Barcelona el 1939, als 44 anys.